# 無敵級*Believer
《無敵級*Believer》（日语： Muteki-kyū*Birībā）是中須霞（聲：相良茉優）及虹咲學園學園偶像同好會的首張單曲，2020年7月22日由Lantis發行。

## 簡介

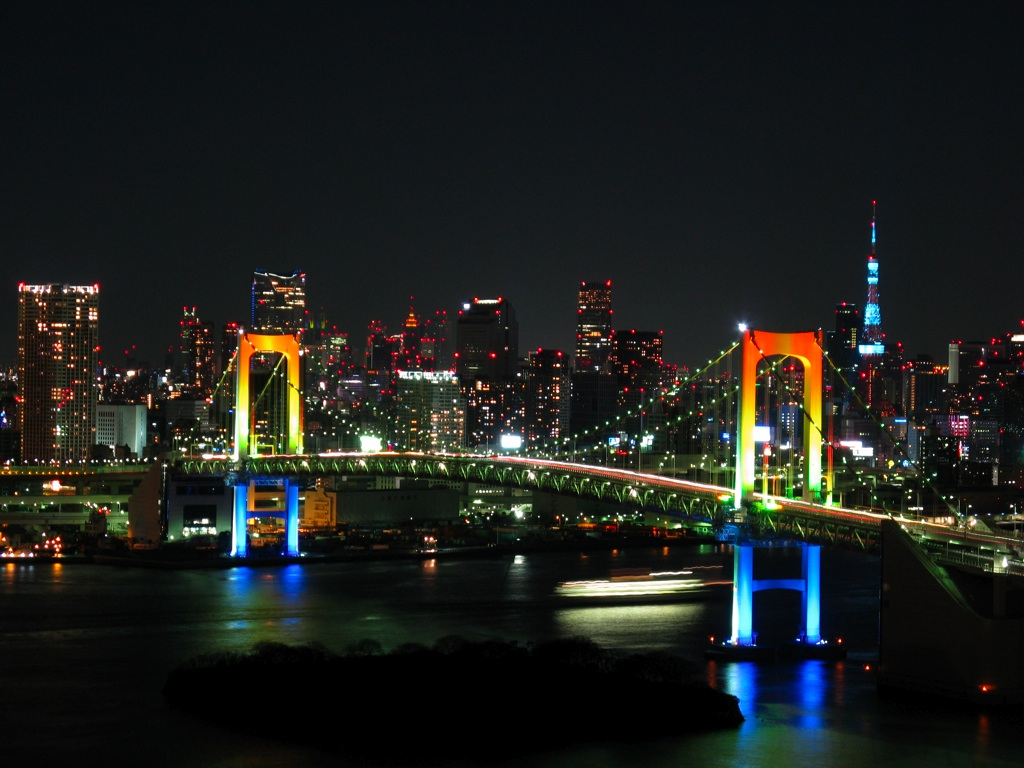
動畫音樂影片舞臺的原型——彩虹大橋

本單曲是虹咲學園學園偶像同好會的首張單曲。同名曲是2019年秋季投票企畫「Love Live! 虹咲學園學園偶像同好會只有一人演唱的新曲!?附帶動畫PV的單曲總選舉」優勝者中須霞（相良茉優）的獨唱曲。本單曲是Love Live!系列首張個人名義編號單曲，名義爲「中須霞 from 虹咲學園學園偶像同好會」。
B面曲〈未来Harmony〉是虹咲學園學園偶像同好會的合唱曲。〈無敵級*Believer〉〈未來Harmony〉動畫音樂影片舞臺以東京彩虹大橋爲原型，並有御臺場各處景觀。
CD分別跟BD與DVD兩種形式一同發售，BD和DVD都收錄了〈無敵級*Believer〉〈未來Harmony〉動畫音樂影片。隨機附送了10種角色卡片中的1張和《Love Live! 學園偶像祭 ALL STARS》兌換碼。還附送了「虹咲學園學園偶像同好會 2nd Live! Brand New Story」的最速先行抽選劵，但因2019冠狀病毒病日本疫情，演唱會以非現場形式舉辦而失效。

## 榜單成績
本單曲憑1.8萬張的銷售量於2020年7月28日登上Oricon公信榜日排名第2位，並憑2.9萬張的銷售量於2020年8月10日登上Oricon公信榜週排名第3位。

## 收錄曲目
括號中的中文翻譯僅供參考，並非官方翻譯。
CD
| 曲序     | 曲目                 |                | 作曲                | 编曲                | 演唱                   | 备注     | 时长  |
| -------- | -------------------- | -------------- | ------------------- | ------------------- | ---------------------- | -------- | ----- |
| 1.       | （無敵級*Believer）  | Ayaka Miyake   | DECO*27             | Rockwell            | 中須霞（相良茉優）     |          | 4:04  |
| 2.       | （未來Harmony）      | Kanata Okajima | Akira Sunset、ulala | ulala、Akira Sunset | 虹咲學園學園偶像同好會 |          | 4:09  |
| 3.       | （霞的心動狂歡節！） |                |                     |                     |                        | 廣播劇   | 16:32 |
| 总时长： | 总时长：             | 总时长：       | 总时长：            | 总时长：            | 总时长：               | 总时长： | 24:45 |

BD/DVD
| 曲序 | 曲目                | 备注               |
| ---- | ------------------- | ------------------ |
| 1.   | （無敵級*Believer） | 完全版動畫音樂影片 |
| 2.   | （未來Harmony）     | 簡短版動畫音樂影片 |

## 外部連結
- 官方網站 CD資訊 （页面存档备份，存于）